# Premio UEFA al Mejor Jugador en Europa 2020
El Premio UEFA al Mejor Jugador en Europa 2020 es un galardón que se otorgó por la Unión de Asociaciones de Fútbol Europea (UEFA) al mejor futbolista europeo de la temporada 2019-20. La distinción le fue entregada al ganador, Robert Lewandowski, en la ciudad de Ginebra, Suiza, el 1 de octubre de 2020.

## Palmarés
Entre los diez seleccionados a optar a finalistas, el F. C. Bayern fue el club más representado con cinco jugadores, seguido por los dos del Paris Saint-Germain F. C.

### Finalistas
| Posición | Futbolista         | Club                  | Votos |
| -------- | ------------------ | --------------------- | ----- |
| 1.ª      | Robert Lewandowski | F. C. Bayern          | 477   |
| 2.ª      | Kevin De Bruyne    | Manchester City F. C. | 90    |
| 3.ª      | Manuel Neuer       | F. C. Bayern          | 66    |

### Preseleccionados
Los tres finalistas salieron de un total de diez jugadores que finalizaron clasificados según los puntos obtenidos en las votaciones.
| Posición | Futbolista        | Club                      | Puntos |
| -------- | ----------------- | ------------------------- | ------ |
| 4.ª      | Lionel Messi      | F. C. Barcelona           | 53     |
| 4.ª      | Neymar            | Paris Saint-Germain F. C. | 53     |
| 6.ª      | Thomas Müller     | F. C. Bayern              | 41     |
| 7.ª      | Kylian Mbappé     | Paris Saint-Germain F. C. | 39     |
| 8.ª      | Thiago Alcántara  | F. C. Bayern              | 27     |
| 9.ª      | Joshua Kimmich    | F. C. Bayern              | 26     |
| 10.ª     | Cristiano Ronaldo | Juventus F. C.            | 25     |